# Prepomatodelphis
Prepomatodelphis — вимерлий рід платаністових з морських відкладень раннього міоцену в Австрії.

## Класифікація
Prepomatodelphis належить до підродини платаністів Pomatodelphininae, яка вирізняється тим, що має сплощений рострум, поперечно розширений задній кінець передчелюстної кістки та ін. 